# 2008年至2009年英格蘭足總盃
2008/09球季英格蘭足總盃（英語：FA Cup），是第128屆英格蘭足總盃，今屆賽事的冠軍是車路士，他們在決賽以2:1擊敗愛華頓，奪得冠軍。
近3年以來兩奪足總盃冠軍。

## 外部連結
1. 英格蘭足總盃官網Archive-It的存檔，存档日期2012-04-24
2. 英格蘭足總盃 歷屆冠軍（页面存档备份，存于）